# Mănești (gmina w okręgu Prahova)
Mănești – gmina w Rumunii, w okręgu Prahova. Obejmuje miejscowości Băltița, Coada Izvorului, Gura Crivățului, Mănești i Zalhanaua. W 2011 roku liczyła 3994 mieszkańców.